# 指環魔力
指環魔力，是日本純種競賽馬匹。生涯活躍於中距離賽事，曾勝出2021年玫瑰錦標。

## 出賽前
2018年2月21日出生於北海道安平町北部牧場，成長途中在一口馬主俱樂部Sunday Racing Co. Ltd.進行馬主募集。
其後交由栗東訓練中心練馬師池添學訓練。

## 競賽生涯

### 2歲
2020年11月21日出戰阪神競馬場2歲新馬戰，比賽初段維持在中團位置推進，但在直路上未能追上對手以第二落敗。
其後出戰2歲未勝利戰，本次比賽保持於較為前方的位置推進，但在直路上仍然未能進入最佳狀態，最終再度以第二落敗。

### 3歲
2021年年初稍為休養在4月復出出戰3歲未勝利戰，本次比賽保持在第三的有利位置展開推進，在直路上瞬間加速下成功取得優勢，後續拉開後方2馬位取得首勝。
其後出戰3歲以上一捷馬戰，比賽初段搶佔位置進行領放，一直保持穩定節奏下嘗試在直路加速擺脱追擊，但最終仍然被先見超越取得第二。
夏季前往新潟競馬場出戰一捷馬戰出雲崎特別，本次比賽採取前行策略下一直處於第三的位置，在直路稍為加速下取得優勢，最終力拒對手的來襲取得冠軍。
入秋後越級挑戰二級賽玫瑰錦標，比賽初段選擇在先頭第六的位置展開推進，在彎道處逐步外移下進佔有利的位置。進入直路後，其隨即展步上前，逐步蠶食前方賽駒下在中後段透出，最終以1 1/4馬位優勢取得首個分級賽勝利。
其後以優先出賽權的形式出戰秋華賞，出閘後保持在第五左右的位置，在彎道處仍然爛推進，在直路上於內欄位置加速下壓制其他對手，最終僅敗於赤鳥之女及煥發嫣紅取得第三。

### 4歲
2022年以愛知盃作為年度首戰，順利起步後保持在約莫第五的位置推進，然而進入直路被超越後繼續後退，最終以第十一大敗。
4月9日以阪神牝馬錦標作為目標，比賽初段迅速搶佔位置保持在領放馬後方，但在直路上未能順利維持走勢下被名將金歡壓制，最終以1/2馬位差距落敗。
其後安置計劃出戰維多利亞一哩賽，但在中團於位置等待時機下於直路未能順利突圍，最終跑獲第十四的戰績。
秋季選擇以府中牝馬錦標作為熱身，繼續採用居中戰術下在彎道處稍為墮後，但於直路重新衝出下成功蠶食前方對手，最終以第三的戰績完賽。
然而在其後的正賽女皇伊利沙伯二世盃中，其在第三、四彎道處經已失速墮後，最終以第十七慘敗。

### 5歲
2023年繼續在年初出戰愛知盃，但最終以第九大敗。
雖然其後在阪神牝馬錦標跑獲入板的第五，但在維多利亞一哩賽中再度以第十一落敗。
入秋後，其繼續以府中牝馬錦標作為目標，雖然在比賽途中維持穩定的節奏保持在第四的位置，但於直路上過於均速下僅能跑獲第六。

### 6歲
2024年年初以京都金盃作為首戰，然而一直保持在後方位置下於直路完全未有衝勢，最終以第十落敗。
賽後，其更被診斷出右腳第一趾籽骨骨折，因而陣營決定安排其退役。

### 詳細賽績
| 日期       | 舉辦國家 | 馬場 | 距離   | 級別 | 賽事名稱           | 負重 | 騎師     | 馬號 | 出馬 | 名次 | 時間   | 頭馬（二馬）     |
| ---------- | -------- | ---- | ------ | ---- | ------------------ | ---- | -------- | ---- | ---- | ---- | ------ | ---------------- |
| 21/11/2020 | 日本     | 阪神 | 草1600 |      | 2歲新馬            | 54   | 福永祐一 | 7    | 8    | 2    | 1:35.7 | 歡笑理由         |
| 20/12/2020 | 日本     | 阪神 | 草1800 |      | 2歲未勝利          | 54   | 福永祐一 | 12   | 16   | 2    | 1:47.2 | Tagano Diana     |
| 25/4/2021  | 日本     | 阪神 | 草1600 |      | 3歲未勝利          | 54   | 福永祐一 | 12   | 18   | 1    | 1:33.4 | （Heir Kaylee）  |
| 5/6/2021   | 日本     | 中京 | 草1600 |      | 3歲以上一捷馬      | 52   | 福永祐一 | 1    | 16   | 2    | 1:33.4 | 先見             |
| 1/8/2021   | 日本     | 新潟 | 草2000 |      | 出雲崎特別         | 52   | 福永祐一 | 7    | 18   | 1    | 1:58.2 | （野田夢者）     |
| 19/9/2021  | 日本     | 中京 | 草2000 | GII  | 玫瑰錦標           | 54   | 福永祐一 | 12   | 18   | 1    | 2:00.0 | （A Shin Hiten） |
| 17/10/2021 | 日本     | 阪神 | 草2000 | GI   | 秋華賞             | 55   | 福永祐一 | 9    | 16   | 3    | 2:01.4 | 赤鳥之女         |
| 15/1/2022  | 日本     | 中京 | 草2000 | GIII | 愛知盃             | 55   | 松山弘平 | 6    | 16   | 11   | 2:01.6 | 赤百合           |
| 9/4/2022   | 日本     | 阪神 | 草1600 | GII  | 阪神牝馬錦標       | 55   | 福永祐一 | 2    | 12   | 2    | 1:32.9 | 名將金歡         |
| 15/5/2022  | 日本     | 東京 | 草1600 | GI   | 維多利亞一哩賽     | 55   | 福永祐一 | 15   | 18   | 14   | 1:33.1 | 純淨之輝         |
| 15/10/2022 | 日本     | 東京 | 草1800 | GII  | 府中牝馬S          | 54   | 福永祐一 | 1    | 15   | 3    | 1:44.7 | 大奇蹟           |
| 13/11/2022 | 日本     | 阪神 | 草2200 | GI   | 女皇伊利沙伯二世盃 | 56   | 莫雅     | 8    | 18   | 17   | 2:17.3 | 吉典娜           |
| 14/1/2023  | 日本     | 中京 | 草2000 | GIII | 愛知盃             | 56   | 易健寧   | 8    | 15   | 9    | 2:04.7 | 文藝影院         |
| 8/4/2023   | 日本     | 阪神 | 草1600 | GII  | 阪神牝馬錦標       | 55   | 吉田隼人 | 10   | 12   | 5    | 1:34.3 | 活快美韻         |
| 14/5/2023  | 日本     | 東京 | 草1600 | GI   | 維多利亞一哩賽     | 56   | 吉田隼人 | 4    | 16   | 11   | 1:33.0 | 前人足跡         |
| 14/10/2023 | 日本     | 東京 | 草1800 | GII  | 府中牝馬錦標       | 55   | 鮫島克駿 | 9    | 13   | 6    | 1:46.4 | 神姬             |
| 6/1/2024   | 日本     | 京都 | 草1600 | GIII | 京都金盃           | 55.5 | 武豐     | 10   | 18   | 10   | 1:34.8 | 排練導師         |

## 退役後
退役後，指環魔力成為了繁殖雌馬，於北海道安平町北部牧場休養，在2024年進行配種。首批子嗣將於2025年出生，可於2027年出賽。

## 血統簡介
父系夏威夷王爲日本賽駒，生涯戰績極爲優秀，僅得一戰未能獲勝，曾勝出一級賽NHK一哩賽及東京優駿（日本打吡），爲日本史上首匹贏得變則二冠的賽駒。祖父金滿寶爲美國生產的法國賽駒，曾三勝一級賽，亦爲近代著名種馬之一。
母系Gullveig為日本賽駒，生涯戰績不俗，曾勝出三級賽人魚錦標。外祖父大震撼爲日本賽駒，爲日本賽馬史上第二匹無敗三冠馬，生涯出戰十四場賽事僅得兩場未能勝出，退役後配種成績亦極爲優秀。

### 血統表
| 父線：金滿寶系（淘金者系）         |                          |            |                |
| 種馬 夏威夷王 2001年（棗色）       | 金滿寶 1990年（棗色）    | 淘金者     | Raise a Native |
| 種馬 夏威夷王 2001年（棗色）       | 金滿寶 1990年（棗色）    | 淘金者     | Gold Digger    |
| 種馬 夏威夷王 2001年（棗色）       | 金滿寶 1990年（棗色）    | Miesque    | 雷利耶夫       |
| 種馬 夏威夷王 2001年（棗色）       | 金滿寶 1990年（棗色）    | Miesque    | Pasadoble      |
| 種馬 夏威夷王 2001年（棗色）       | Manfath 1991年（深棗色） | 最後大官   | Try My Best    |
| 種馬 夏威夷王 2001年（棗色）       | Manfath 1991年（深棗色） | 最後大官   | Mill Princess  |
| 種馬 夏威夷王 2001年（棗色）       | Manfath 1991年（深棗色） | Pilot Bird | Blakeney       |
| 種馬 夏威夷王 2001年（棗色）       | Manfath 1991年（深棗色） | Pilot Bird | The Dancer     |
| 繁殖雌馬 Gullveig 2008年（深棗色） | 大震撼 2002年（棗色）    | 週日寧靜   | Halo           |
| 繁殖雌馬 Gullveig 2008年（深棗色） | 大震撼 2002年（棗色）    | 週日寧靜   | Wishing Well   |
| 繁殖雌馬 Gullveig 2008年（深棗色） | 大震撼 2002年（棗色）    | 風中秀髮   | Alzao          |
| 繁殖雌馬 Gullveig 2008年（深棗色） | 大震撼 2002年（棗色）    | 風中秀髮   | Burghclere     |
| 繁殖雌馬 Gullveig 2008年（深棗色） | 氣槽 1993年（棗色）      | 東來兵     | Kampala        |
| 繁殖雌馬 Gullveig 2008年（深棗色） | 氣槽 1993年（棗色）      | 東來兵     | Severn Bridge  |
| 繁殖雌馬 Gullveig 2008年（深棗色） | 氣槽 1993年（棗色）      | Dyna Carle | 北方風味       |
| 繁殖雌馬 Gullveig 2008年（深棗色） | 氣槽 1993年（棗色）      | Dyna Carle | Shadai Feather |
| 雌系：號族：8-f                    |                          |            |                |
| 五代內近親交配：北地舞人 5×5×5     |                          |            |                |

## 命名由來
名字Andvaranaut（アンドヴァラナウト）為中世紀敍事詩《尼伯龍根之歌》中指環：安德華拉諾特名字，香港則取「吸金指環」的意義，採用「指環魔力」作為翻譯。

## 外部連結
- 指環魔力 netkeiba.com （页面存档备份，存于）
- 血統表 （页面存档备份，存于）